# Tsegihi
Tsegihi est une formation d'albédo claire à la surface du satellite Titan de la planète Saturne.

## Caractéristiques
Tsegihi est située à l'intérieur de la région sombre de Shangri-la, près de la frontière avec Xanadu, centrée sur 40° de latitude sud et 10° de longitude ouest.
Il pourrait s'agir d'une zone que des tempêtes de méthane lavent des particules d'hydrocarbures qui se déposent aux autres endroits du satellite.

## Observation
Tsegihi a été découverte par les images transmises par la sonde Cassini.
Elle a reçu le nom d'un lieu sacré navajo.